# Comté de Butts
Le comté de Butts est un comté de Géorgie, aux États-Unis. D'après le recensement de 2010, la population s'élevait à 23 655 habitants.

## Démographie
| 1830  | 1840  | 1850  | 1860  | 1870  | 1880  |
| ----- | ----- | ----- | ----- | ----- | ----- |
| 4 944 | 5 308 | 6 488 | 6 455 | 6 941 | 8 311 |

| 1890   | 1900   | 1910   | 1920   | 1930  | 1940  |
| ------ | ------ | ------ | ------ | ----- | ----- |
| 10 565 | 12 805 | 13 624 | 12 327 | 9 345 | 9 182 |

| 1950  | 1960  | 1970   | 1980   | 1990   | 2000   |
| ----- | ----- | ------ | ------ | ------ | ------ |
| 9 079 | 8 976 | 10 560 | 13 665 | 15 326 | 19 522 |

| 2010   | - | - | - | - | - |
| ------ | - | - | - | - | - |
| 23 655 | - | - | - | - | - |